# Почти семья
Почти семья (англ. Almost Family) — американский телесериал, основанный на австралийском сериале «Сёстры». Премьера состоялась 2 октября 2019 года на канале Fox.

## Сюжет
Когда выясняется, что доктор по планированию беременности Леон Бекли (Тимоти Хаттон) использовал свою собственную сперму, чтобы зачать по меньшей мере 100 детей для своих пациентов, Джулия Бекли (Бриттани Сноу) объединяется с двумя своими сводными сестрами, включая бывшую подругу Эди Палмер (Мегалин Эчиканвоке) и в прошлом олимпийскую спортсменку Рокси Дойл (Эмили Осмент). С этого момента их жизни резко меняются: Джулия начинает новый этап, без постоянного присутствия Леона Бекли, поскольку тот находится под домашним арестом; брак Эди разлаживается из-за ее влечения к прокурору по делу Леона Бекли, Аманде Доэрти (Виктория Кортагена), а Рокси наконец сталкивается со взрослой жизнью.

## Актёрский состав
- Бриттани Сноу в роли Джулии Бекли, директора по коммуникациям клиники планирования беременности, принадлежащей ее отцу.
- Мегалин Эчиканвокев роли Эди Палмер, адвоката по уголовным делам. Бывшая подруга Джулии и одна из ее сводных сестер.
- Эмили Осмент в роли Рокси Дойл, бывшей олимпийской гимнастки и одной из сводных сестер Джулии.
- Мо Макрей в роли Тима Мура, мужа Эди, который также является адвокатом по уголовным делам в той же юридической фирме. Бывший парень Джулии.
- Мустафа Эль Зейн в роли Доктора Исаака Абади, сотрудника клиники Бекли и заместителя Леона Бекли.
- Виктория Кортагена в роли Аманды Доэрти, с которой Эди изменяет своему мужу. Является окружным прокурором, назначенным по делу Леона Бекли
- Тимоти Хаттон в роли Леона Бекли, доктора по планированию беременности и отца Джулии, обвиняется в использовании собственной спермы для оплодотворении своих пациентов без их ведома и согласия.

## Список эпизодов
| Серия | Название       | Режиссер        | Дата выхода          |
| --- | -------------- | --------------- | -------------------- |
| 1 | «Pilot»        | Лесли Хедленд   | 2 октября 2019 года  |
| Мир Джулии Бекли перевернулся с ног на голову, когда с ее отцом, известным доктором по планированию беременности Леоном Бекли, случается сердечный приступ после того, как его публично обвинили в использовании собственной спермы для оплодотворения пациентов без их ведома и согласия. В попытке предотвратить ущерб отцу она объявляет, что любой, кто подозревает Леона в том, что он их отец, может пройти бесплатный тест ДНК через клинику. Эди Палмер — успешный адвокат в несчастливом браке. Когда она обнаруживает, что ее мать скрыла от нее правду о своем происхождении, она пытается найти утешение, начав роман с другой женщиной, прокурором Амандой Доэрти. Рокси Дойл, в прошлом успешная олимпийская спортсменка, уходит от своих родителей, которые ни в чем ее не поддерживают, и обращается к Джулии, которая сначала отвергает ее, но потом позволяет остаться в своей квартире. Результаты теста подтверждают, что все три женщины являются биологическими сестрами, и они решают попытаться определить других потенциальных братьев и сестер. Аманда Доэрти, прокурор по делу Леона Бекли, объявляет, что, основываясь на доказательствах, в гневе на отца предоставленных Джулией, Леон будет обвинен не в мошенничестве, а в сексуальном насилии.                                                                                                   |                |                 |                      |
| 2 | «Related AF»   | Рэнди Зиск      | 9 октября 2019 года  |
| Леона помещают под домашний арест, несмотря на возражения Эди. Джулия узнает, что совет директоров клиники проголосовал за смещение ее с должности. Расстроенная тем, что ее наказывают за ошибки ее отца, она говорит Рокси, чтобы та съездила проверить, как он; в итоге Рокси проводит весь день со своим отцом и верит в его невиновность. Тим все больше подозревает, что у его жены есть роман, особенно когда фирма назначает ей ужин с Амандой, чтобы они как-то попытались договориться по делу Леона. Когда Рокси возвращается домой, у нее происходит ссора с Джулией, после чего Рокси уходит и едет домой к родителям; те выгоняют ее из своего дома, когда она говорит, что Леон — ее настоящий отец. Рокси едет в квартиру Леона, снимает с его лодыжки браслет и везет его в офис клиники. В свою очередь, он предлагает помочь ей преодолеть ее проблемы с лекарствами. Случайно предупрежденным Амандой, Эди и Джулии удается вернуть Леона Бекли домой в целости и сохранности до приезда приставов. Джулия узнает, что ее отец оставил ей право собственности на клинику в случае, если он не сможет руководить ей. Леон освобожден из-под домашнего ареста, а Рокси на заседании вызвалась добровольно присматривать за ним. Джулия позже наблюдает, как Аманда и Эди целуются, и ей удается перехватить Тима в здании суда, чтобы тот не смог застукать их. |                |                 |                      |
| 3 | «Notorious AF» | Джонатан Браун  | 16 октября 2019 года |
| 4 | «Fake AF»      | Джошуа Аллен    | 30 октября 2019 года |
| 5 | «Risky AF»     | Мишель Лиртзман | 6 ноября 2019 года   |

## Критика
По обзору агрегатора рецензий Rotten Tomatoes, рейтинг одобрения сериала «Почти семья» составляет 32 % на основе 19 отзывов. Консенсусное мнение критиков с веб-сайта: «Привлекательный актёрский состав не может компенсировать очень плохой сюжет „Почти семьи“». На Metacritic сериал имеет среднюю оценку 38 из 100, основанную на 11 отзывах.